# Monte Prena
Il Monte Prena (2561 m s.l.m.) è un rilievo del Gran Sasso d'Italia, il sesto per altezza; è posto sulla dorsale più orientale del massiccio lungo la cresta che lo collega al vicino Monte Camicia a sud-est e al Monte Brancastello a nord-ovest, a cavallo delle province di L'Aquila e Teramo, ricade nei territori dei comuni di Isola del Gran Sasso, Castelli, Castelvecchio Calvisio e Calascio.

## Descrizione

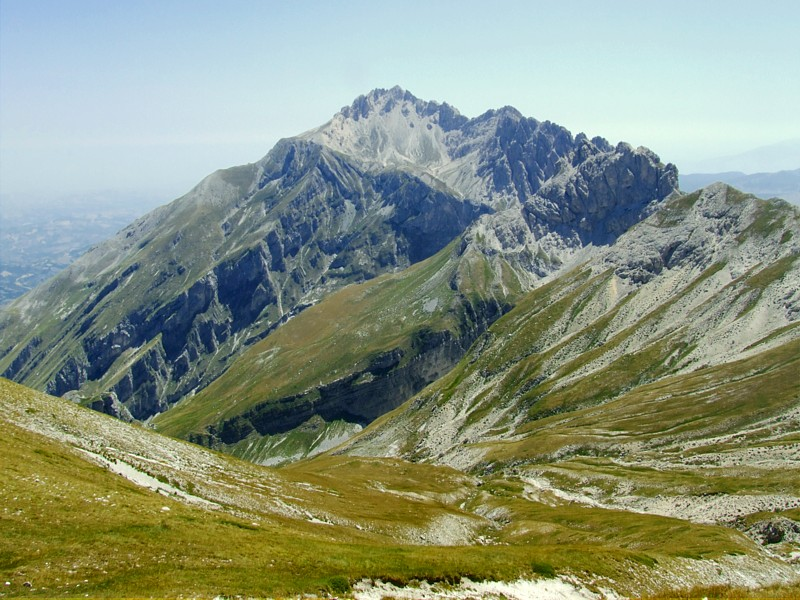
Il Prena visto dal Brancastello (versante teramano)

La sua caratteristica è la sua dualità geomorfologica rispetto al Monte Camicia: il versante aquilano che guarda verso Campo Imperatore è roccioso e fortemente frastagliato (caratteristiche che lo rendono altamente suggestivo), mentre il versante opposto teramano è pressoché erboso e meno aspro sebbene a maggior dislivello e ugualmente ripido. 
Lenti e incessanti fenomeni di erosione dovuti allo scioglimento primaverile delle nevi, alla pioggia e al tipo di roccia estremamente friabile hanno prodotto nel tempo un vasto ghiaione alluvionale (conoide di deiezione) sul versante aquilano fino alla base dell'altopiano di Campo Imperatore noto come Ghiaione del Prena. 
Fa parte del gruppo del Prena anche il Monte Infornace (2469 m s.l.m.) sulle cui pendici è posto il Nevaio di Fonte Rionne e le Torri di Casanova (2362 m s.l.m.). 
Diversi e di varia difficoltà sono i percorsi escursionistici e alpinistici che portano in vetta, tra questi la Via dei Laghetti.
Dalla cima la vista spazia da una parte sull'intera provincia di Teramo e il mar Adriatico in lontananza, dall'altra su Campo Imperatore. 
La cresta è percorsa dal Sentiero del Centenario.